# Rached Ben Mesbah
Rached Ben Mesbah – tunezyjski zapaśnik walczący w stylu klasycznym. Brązowy medalista mistrzostw Afryki w 2015 roku.